# Alisma canaliculatum
Alisma canaliculatum es una especie de Liliopsida del género Alisma, de la familia Alismataceae, del orden Alismatales.

## Distribución
Alisma canaliculatum se distribuye por China del Norte, China del Sur-Central, China del Suroeste, Japón, Corea, Islas Kuriles, Islas Ryūkyū y Taiwán.

## Taxonomía
Fue descrita científicamente por A.Braun & C.D.Bouché. Fue publicado por primera vez en Index Seminum (B, Berolinensis) (App. 1): 4 en 1867.